# No Monte do Manel
No Monte do Manel foi um programa gravado na herdade do apresentador Manuel Luís Goucha e emitido nas manhãs da TVI. Foi criando com o intuito de cobrir o período de mudança do Você na TV! para a estreia de Maria Cerqueira Gomes ao lado de Manuel Luís Goucha nas manhãs da TVI.

## Audiências
Na estreia, foram 454 100 espetadores em média que corresponde a 4.7 de rating e a 27.3% de share, que acompanharam o programa, conseguindo assim, mais espetadores do que a concorrência somada. O “Queridas Manhãs” deu a vice-liderança à SIC marcando 2.1 de rating e 12.3% de share. Na RTP1 o especial “Oceanário de Lisboa: 20 Anos” não foi além do terceiro lugar. O programa registou 1.5 de rating e 8.9% de share o que corresponde a 143.500 espetadores em média.